# Krayzie Bone
Э́нтони Хе́ндерсон (англ. Anthony Henderson, более известен под сценическим псевдонимом Krayzie Bone; род. 17 июня 1973, Кливленд, США) — американский рэпер, обладатель двух премий Грэмми, участник рэп-группы Bone Thugs-N-Harmony.

## Биография
Krayzie Bone, как и другие участники группы Bone Thugs-N-Harmony, известен своим быстрым речитативом. Он считается самым оригинальным и разносторонним участником группы Bone Thugs-N-Harmony.

### Сольные альбомы
Krayzie выпустил свой дебютный альбом Thug Mentality 1999 в 1998 году. Альбом был выпущен в виде двойного альбома, с обширным набором гостей, в числе которых были: Bone Thugs-N-Harmony, Marley Brothers, Mariah Carey, Big Pun, Fat Joe, Е-40, 8 Ball & MJG, Kurupt, Treach и Snoop Dogg. Альбом получил трёхкратную платину.
В 2001 году Krayzie выпустил альбом Thug On Da Line, и получил долю критики за то что в альбоме присутствовало слишком много артистов с его лейбла Thug Line Records. Однако его альбом получил множество положительных отзывов от музыкальных критиков и стал золотым. Amazon.com даже называл его одним из лучших альбомов 2001 года.
В 2006 году Krayzie Bone участвовал в песне «Ridin» Chamillionaire. «Ridin» получил звание «Лучшее рэп-выступление дуэта или группы» на 49-й ежегодной премии «Грэмми». Трек также был номинирован на Best Rap Song. Песня также возглавила Billboard Hot 100 и стартовала на 2 месте в UK Singles Chart.
Песня занимает # 3 «100 Best Rolling Stone’s Songs 2006 г.» и № 91 по теме «100 Greatest VH1’s Songs в области хип-хопа». Это самая продаваемая песня в 2006 году, общее количество продаж — 3.2 млн копий. Песня также была награждена званием Лучшее рэп видео на MTV Video Music Awards, которая была присуждена ей в 2006 году.
В 2014 году Хендерсон в своём твиттере заявил, что Chasing the Devil станет его последним сольным альбомом и анонсировал уход из музыки после выпуска альбома. После подобные сообщения повторялись.

### Лейбл
Krayzie Bone один из основателей Mo Thugs Family, которая развалилась в 1998. Также он один из основателей Thug Line Records.

## Дискография
| - 1999: Thug Mentality 1999 - 2001: Thug on da Line - 2003: Leatha Face: The Legends Underground (Part I) - 2005: Gemini: Good vs. Evil - 2015: Chasing the Devil - 2016: Thug Brothers 2 (feat. Young Noble) - 2017: Thug Brothers 3 (feat. Young Noble) - 2019: Nothing Left To Prove - 2005: Too Raw for Retail - 2007: Thugline Boss - 2008: The Fixtape Vol. 1: Smoke on This - 2009: The Fixtape Vol. 2: Just One Mo Hit - 2010: The Fixtape Vol. 3: Lyrical Paraphernalia - 2011: The Fixtape vol. 4: Under the Influence |